# Richnava (powiat Gelnica)
Richnava – wieś (obec) na Słowacji położona w kraju koszyckim, w powiecie Gelnica. Pierwsze wzmianki o miejscowości pochodzą z roku 1346. 
Według danych z dnia 31 grudnia 2012, wieś zamieszkiwały 2574 osoby, w tym 1293 kobiety i 1281 mężczyzn.
W 2001 roku rozkład populacji względem narodowości i przynależności etnicznej wyglądał następująco:
- Słowacy – 72%
- Czesi – 0,43%
- Romowie – 26,27%

Ze względu na wyznawaną religię struktura mieszkańców kształtowała się w 2001 roku następująco:
- Katolicy rzymscy – 76,92%
- Grekokatolicy – 0,49%
- Ewangelicy – 0,05%
- Prawosławni – 0,05%
- Ateiści – 19,68%
- Nie podano – 2,76%